# Mihail Iurcu
Mihail Iurcu (n. 24 octombrie 1947) este un fost senator român în legislaturile 1990-1992 și 1992-1996 ales în județul Dâmbovița pe listele partidului FSN și apoi PD. În legislatura 1990-1992, Mihail Iurcu a fost membru în grupurile parlamentare de prietenie cu Republica Coreea, Republica Populară Chineză, Republica Libaneză, Ungaria, Australia, Regatul Belgiei și Republica Italiană. În legislatura 1992-1996, Mihail Iurcu a inițiat o singură propunere legislativă.  
Mihail Iurcu este absolvent al Academiei de Studii Economice din București (1971). Lucrează ca economist și cercetător la Întreprinderea de Utilaj Petrolier Târgoviște (1971-1988) și la Institutul de Cercetări (IPCUP Ploiești), Centrul de cercetare științifică și inginerie tehnologică pentru armături și echipamente de reglare și siguranță (CCSITAERS) Târgoviște (1988-1990). Mihail Iurcu este unul din fondatorii Universității „Valahia” din Târgoviște; a fost prodecan al Facultății de Științe Economice. 
Mihail Iurcu a publicat lucrări de specialitate în domeniul ergonomiei, semnificative pentru pregătirea viitorilor economiști: 
- „Organizarea ergonomică a muncii”, Târgoviște, Ed. „Valahia University Press”, 2003;
- „Ergoestetică” (2005) (Ed. Bibliotheca, Târgoviște);
- „Interfață, complementaritate, grad de reflecție în sistemul ergonomic” (2005) (Ed. Bibliotheca, Târgoviște);
- „Tratat de ergonomie”, ed. I și II (2007) (Ed. Bibliotheca, Târgoviște);
- „Managementul carierei” (2008); (Ed. Bibliotheca, Târgoviște)